# Mike Herrera
Michael Arthur Herrera, (Bremerton, Washington, Estados Unidos, 6 de noviembre de 1976) es un músico estadounidense conocido por ser el vocalista y bajista de la banda punk rock MxPx. y actualmente también es bajista de la banda de Ska Punk Goldfinger (banda).

## Biografía
Originalmente su grupo se llamaban Magnified Plaid, cuando tenían alrededor de 15 años, tocaban música estilo punk rock, Los integrantes del grupo no querían realmente llamarse "Magnified Plaid" ya que creían que era un nombre muy largo, por tal motivo el nombre fue cambiado a M.P. abreviando el anterior nombre. Cuando Yuri (Baterista) hizo los afiches para su primer concierto, los puntos se veían como "X" y cuando la gente vio los afiches del show de la banda, el nombre de 4 letras impactó. Andy Husted se fue de la banda dos años después para continuar con sus estudios. Fue reemplazado por Tom, el actual guitarrista. el grupo ha logrado vender más de 2,5 millones de discos en todo el mundo, el disco Slowly Going the Way of the Buffalo fue certificado disco de oro con más de 500 mil copias vendidas..
Mike Herrera abrió su propio estudio llamado "Mono Trench estudio" en Bremerton en 2008. en su estudio han venido grupos pidiéndoles grabar discos.
Herrera es respalda por bajos y cuerdas Ernie Ball Musicman Stingray y los ha utilizado en cada concierto de la banda. Para la amplificación de su estudio utiliza amplificadores "Hartke" y un gabinete de 8x10 Hartke. Herrera también ocupa guitarras Takamine (guitarras acústica) 
su último disco Plans Within Plans fue producido en su estudio.

Este año Mike Herrera fue invitado a los premios Alternative Press Music Awards (2015) como un invitado de la banda de "Simple Plan" interpretando uno de los clásicos de la banda Responsibility

## Discografía
- MxPx – Pokinatcha (1994)
- MxPx – Teenage Politics (1995)
- MxPx – Life in General (1996),
- The Cootees – Let's Play House (1997)
- MxPx – Slowly Going the Way of the Buffalo (1998)
- MxPx – The Ever Passing Moment (2000)
- MxPx – Before Everything & After (2003)
- MxPx – Panic (2005)
- MxPx – Secret Weapon (2007)
- MxPx – On the Cover II (2009)
- MxPx – Plans Within Plans (2012)
- MxPx – MxPx (2018)

- Datos: Q2260034
- Multimedia: Mike Herrera / Q2260034